# Erik Krummedige
Erik Segebodsen Krummedige, till Rundtoft, född 1364 i Köpenhamn, död 14 september, 1439, var dansk rikshovmästare, riddare och riksråd.
Han var son till Segebod Krummedige (född cirka 1330) och Sidsel Skram (född 1342). Han ärvde sin mors herrgård Rundtoft i Angeln och lade till flera andra gods i samma område, som delägare av Løgismose på Fyn hade han också en koppling till Danmark.
Från 1397 var han greve Nikolaus av Holsteins drots till grevskapet Holstein-Rendsburg. Efter hertig Gerhard VI av Holsteins död 1404 blev han den ledande bland väktarna för änkan, hertiginnan Elisabeth, och hennes barn; 1406 kallades han drost i södra Jylland. Ursprungligen representerade han politiken att Danmark skulle söka stöd mot hertiginnans svåger biskop Henrik av Osnabrück som tog över regentskapet över länet Holstein, och som lön fick han Tønder slott som drottning Margareta hade i pant. År 1409 övergick han emellertid till en antidansk politik, och under de följande åren deltog han mycket aktivt i öppen strid. Fram till 1413 var han bland den danska kungens motståndare och år 1411 erövrade han Flensborg i en nattlig attack. Men 1413 gick han med ett antal adelsmän över till Erik av Pommerns sida och blev snabbt en mycket högtstående rådgivare. Senast 1417 antogs han i det danska riksrådet; senast 1419 fick han det rika Ålholms län på Lolland, där han nämns som herre också 1432, och 1424 nämns han med titeln "Magister Curiae", det vill säga rikshovmästare, en position som han antagligen har haft fram till sin död.
1418 var han sändebud till Schleswig för förhandlingar med hansestäderna, 1423 sändebud till Flensborg, 1425 sändebud till Lübeck, förlorade sin gård Rundtoft 1431, som holsteinerna jämnade ut, var med kung Erik i Stockholm 1435 och ytterligare 1438 för ett sammanträde i Kalmar.
Han var gift första gången med Beata von Thienen (1360–död efter 1397), vars far, drotsen Johan von Thienen (död 1397), gav dem mycket gods. Hennes mor var Anna von Lembeck.
Barn med Beata von Thienen
1. Margareta Eriksdotter (Krummedige) (1390–1451), gift med Krister Nilsson (Vasa)
2. Ermegard Eriksdatter (Krummerige), gift med Claus Krumpen, till Hesselbjerg
3. Elisabeth Eriksdotter (Krummedige) (1402– ), gift med Poul Pedersen Laxmand, till Valden och Knabstrup
4. Anna Eriksdotter (Krummedige), gift med Albrecht Bydelsbak (af Bregentved), af Hindsgavl
5. Ebba Eriksdotter (Krummedige) ( –1465), gift första gången med Timme Jonsen Lange (tre Rosor), andra gången med Karl Kristiernsson (Vasa), och tredje gången med Erik Niepertz
6. Agneta Eriksdotter (Krummedige) ( –1452), gifte sig första gången med Sten Turesson Bielke af Åkerö, till Örby,[1] och efter hans död med Axel Nielsen till Barsebek
7. Hartvig Erikssen (Krummedige) ( –1480)
8. Otto Erikssen (Krummedige)
9. Erik Eriksen (Krummedige), gifte sig först med Anna von Qualen och andra gången med Karen Henningsdatter Walkendorff

Han gifte sig sedan med Karen Håkonsdatter (Frille), död efter 1465, dotter till Håkon Christiernsen Frille, 1410 häradshövding i södra Finne lagsaga i Finland (begravd Åbo domkyrka cirka 1439). De hade inga barn.